# Herman Busquet
Herman Theodoor Jan Anthoin Busquet (Hilversum, 9 februari 1914 – Huis ter Heide, 12 juni 1977) was een Nederlands industrieel ontwerper die bekend is geworden door zijn vele lamp-ontwerpen die hij liet uitvoeren in zijn eigen bedrijf, Hala. Als ontwerper staat hij ook bekend als H.Th.J.A. Busquet.

## Jeugd en beginjaren
Busquet was het enige kind van zijn ouders, die beiden al eerder getrouwd waren geweest. Uit het eerste huwelijk van zijn vader, die inspecteur was bij de Rotterdamsche Verzekering Sociëteit, had hij een oudere halfbroer, Ton Busquet, die evenals hij belangstelling had voor techniek en elektriciteit en uiteindelijk radio's zou gaan importeren en verkopen in Den Haag en eindigde als directeur van het destijds grote radio- en industrieel bedrijf en fabriek Van der Heem & Bloemsma aldaar. Wat vaststaat is dat Busquet op zeer jonge leeftijd in 1932 al zijn eigen lampenfabriek oprichtte in Zeist waar hij eigen ontwerpen en later ook die van anderen liet uitvoeren. Oorspronkelijk importeerde hij gloeilampen en armaturen bedoeld voor vooral industriële toepassing vanuit Duitsland van een onderneming geheten Hala uit Hannover die zowel lampen als armaturen maakte. Hij ging een samenwerkingsverband aan en mocht dezelfde naam voeren in Nederland. Diezelfde naam zou hij later ook gaan gebruiken voor zijn eigen hieruit voortkomende bedrijf dat begon als werkplaats en uitgroeide tot een fabriek zodat uiteindelijk beide broers directeur van een fabriek waren geworden. Busquet zocht geen publiciteit als ontwerper en was enkel actief binnen zijn onderneming. Hij bleef tijdens zijn leven in de schaduw. Deze beperkte gegevens zijn in tegenstelling tot zijn uiteindelijk grote invloed als ontwerper van lampen die qua minimalistisch en modernistisch ontwerp trendsetters waren en een blijvend stempel drukten op hoe andere ontwerpers later verder gingen met verlichting, lampen en armaturen in de binnenhuisarchitectuur.

## Hala

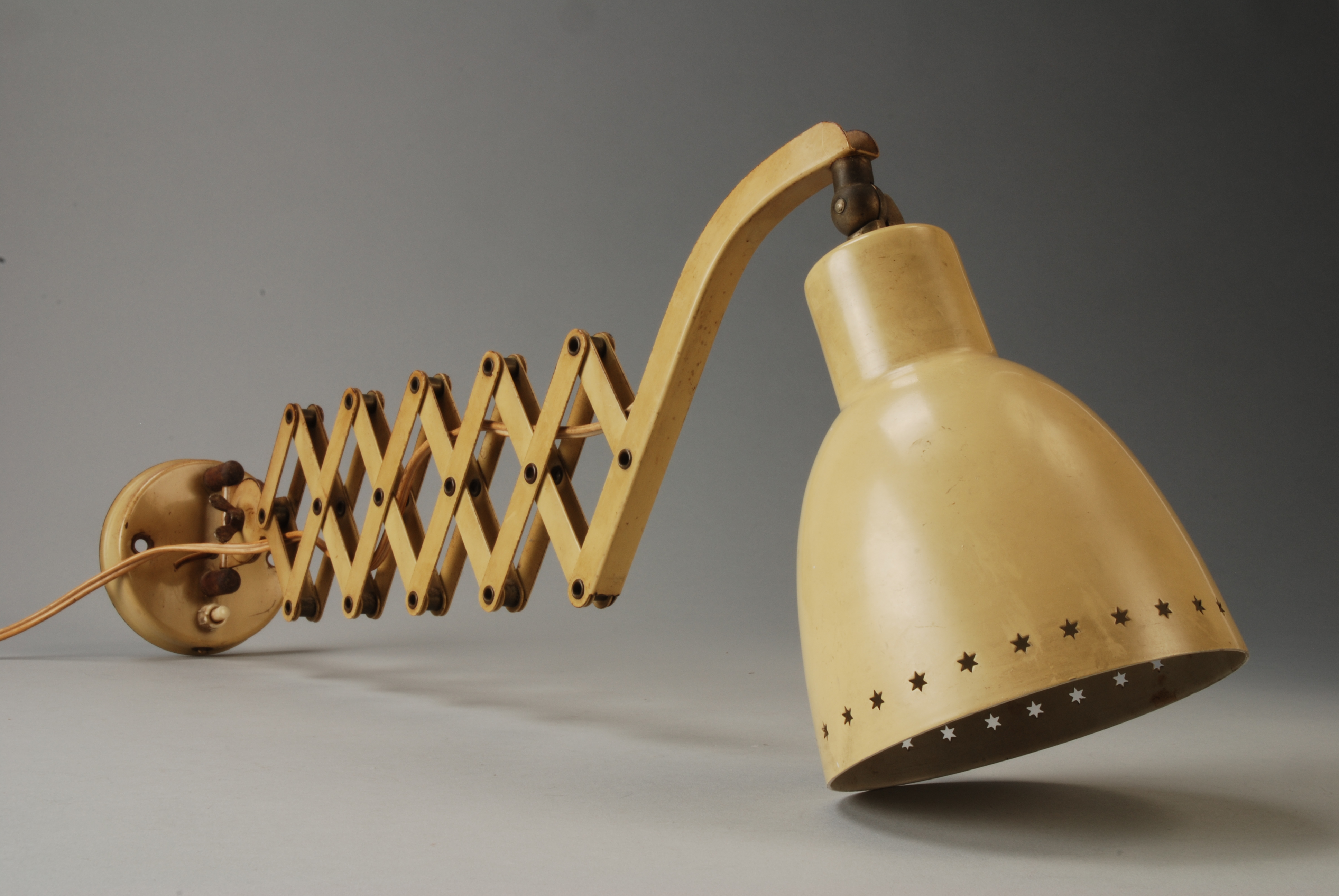
Schaarlamp Hala D859 uit 1953, messing, collectie Museum Rotterdam

Het bedrijf dat Busquet begon was een van de eerste verlichtingsfabrikanten in Nederland. In de crisisjaren voor de Tweede Wereldoorlog maakte Busquet er eigen ontwerpen met geïmporteerde lampen die hij plaatste in armaturen van buizen, ijzeren staven en met standaarden van bakeliet. Na de oorlog werd deze functionele wijze van ontwerpen uitgebouwd in een zakelijke stijl verwant aan en geïnspireerd door De Stijl en Bauhaus. Zijn ontwerpen waren altijd zo simpel mogelijk en hadden een coherente samenhang tussen vorm en functie. Busquet zelf was autodidact en gaf veel eigen ontwerpen nummers. Zijn ontwerpen kregen waardering van en ook vaak een keurmerk van de Stichting Goed Wonen. In de periode na de oorlog waren er drie gespecialiseerde "grote" namen - Hala met hoofdontwerper/eigenaar Herman Busquet, ANVIA met als hoofdontwerper Jan Hoogervorst en Philips met als bekende ontwerper Louis Kalff.
Busquets bedrijf had eigen ontwerpers in dienst, maar gaf ook opdrachten aan andere ontwerpers. Zijn doelstelling als ontwerper van verlichtingsarmaturen was altijd een functioneel sober model te maken dat het gewenste doel bereikte in een wooninterieur of een bedrijf. De kleurkeuze was meestal primair en fel van toon. De ontwerpen waren tijdloos, strak en maakten gebruik van diverse metaalsoorten als staal, ijzer, messing en aluminium en kunststoffen als bakeliet.

## Ontwerpen

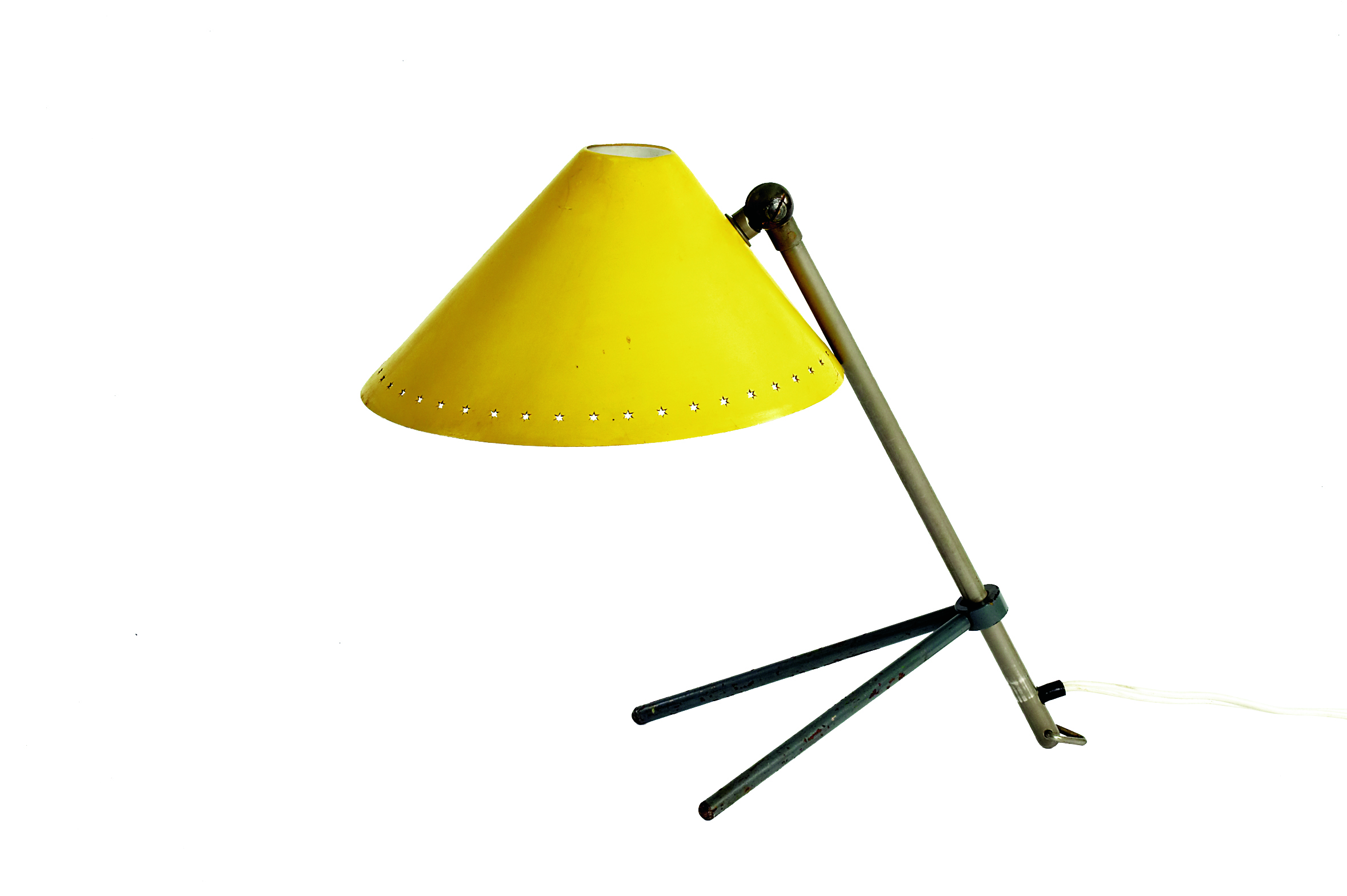
Bureaulamp Pinokkio uit 1954, collectie Museum Rotterdam

Een van zijn iconische ontwerpen was de bureaulamp Pinocchio ook bekend onder de naam Pinokkio uit 1954. Ook stond hij bekend om zijn unieke schaar-modellen wandlampen die als een harmonica uittrekbaar waren waardoor de verlichting op de juiste plek terechtkwam. Mogelijk zijn mooiste ontwerp is dat van de Hala 145-bureaulamp. Deze lamp heeft een minimalistisch modernistisch ontwerp opgebouwd uit een zwarte trapeziumvormige voet van metaal gevuld met porselein voor de verzwaring, daarop gemonteerd twee rechthoekige messing staven parallel geplaatst die naar twee kanten versteld kunnen worden en hierop gemonteerd een halve cirkelvormige bol van aluminium waaronder de gloeilamp bevestigd is. De lamp werd in de catalogus van Hala aangeboden voor f 36.75. Tegenwoordig is deze lamp als vintage antiek te koop voor het veelvoudige in euro's.
Lampen die hij ontwierp of liet ontwerpen in zijn bedrijf, gevestigd aan de Koppelweg 11 in Zeist, vonden hun weg over de gehele wereld in wooninterieurs en vele bedrijven en kantoren. Tegenwoordig zijn ze vooral in trek als modern vintage design en krijgen gerestaureerd een tweede leven. Het model Hala 144 was te vinden in vele studeerkamers, werkkamers, kantoren en bedrijven.

## Lampen van Busquet

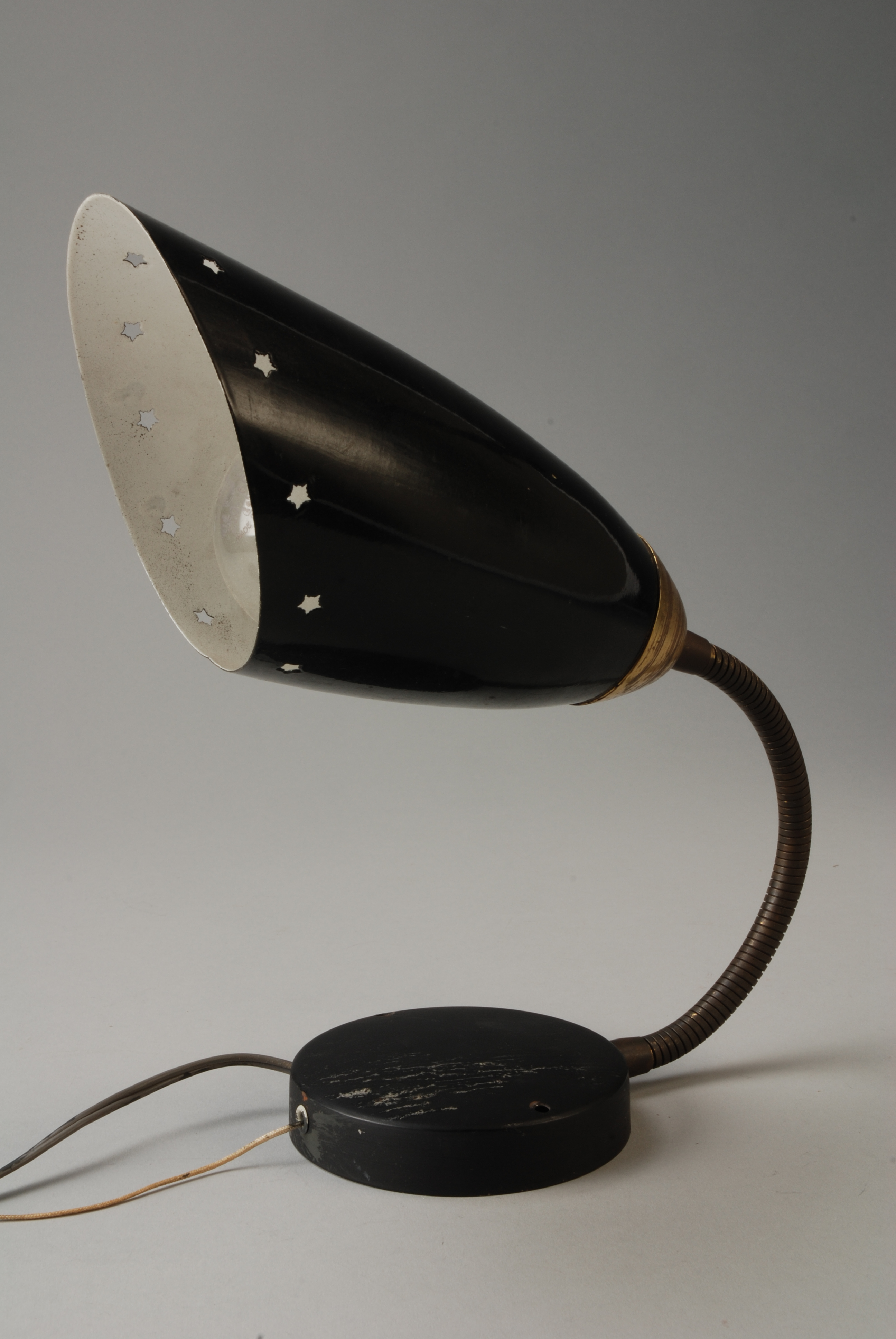
Wandlamp uit de Solar Series uit 1955, collectie Museum Rotterdam

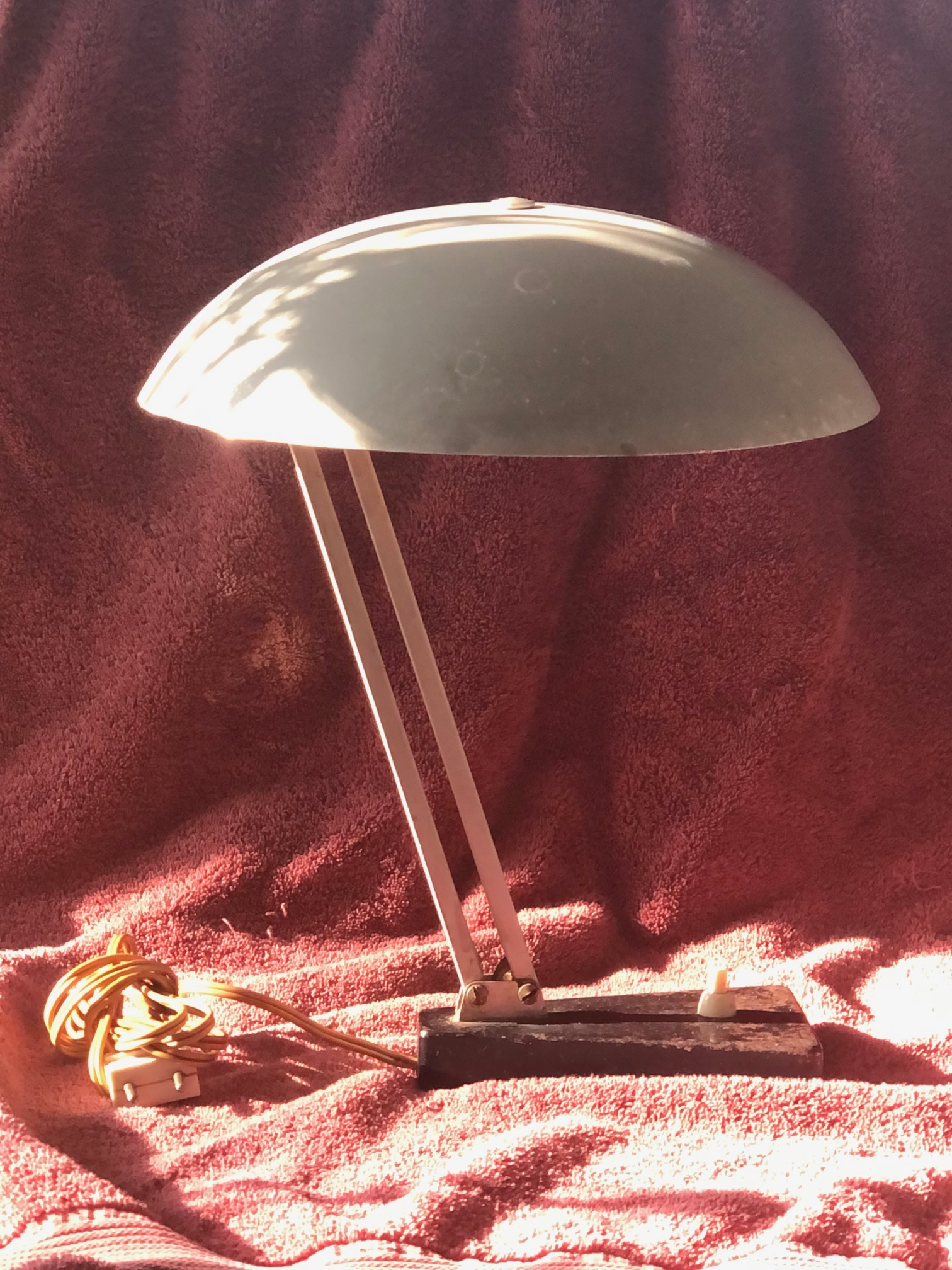
Hala 145 bureaulamp uit 1957

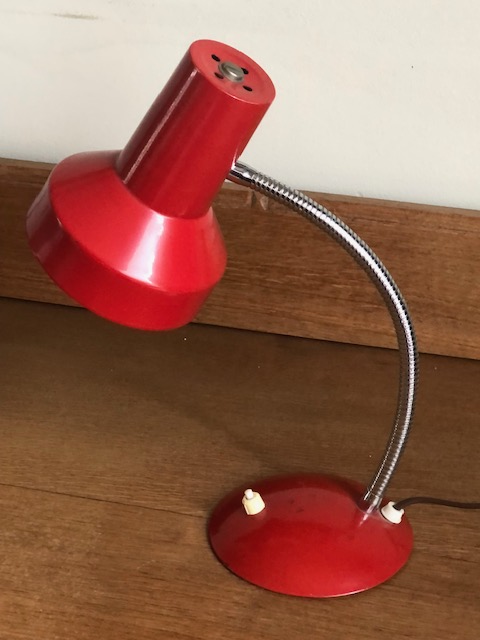
Hala 757-tafellamp uit 1967

- Bartje, tafellamp/bedlamp, 1950-1959
- Solar Serie (Sterrenserie - ingestanste sterretjes in de metalen lampenkappen), tafellampen en wandlampen, 1950-1970
- Sun Serie (Zonneserie - streepreflectoren in de metalen lampenkappen), tafellampen en wandlampen, 1950-1970
- Fiesta serie, schemerlampen en wandlampen, 1960-1969
- Terry serie, architectenlampen op voet, 1960-1970
- Hala Ukkie I, tafellampje met bevestigingsklem, 1950-1959
- Hala Ukkie 2, tafellampje op voet, 1950-1959
- Hala 3, wandlamp met gebogen arm, 1950-1959
- Hala 9, klemlampje, 1950-1959
- Hala 11, tafellamp op voet, 1967
- Hala 13, tafellamp op voet, 1950-1967
- Hala 15, tafellamp op voet, 1950-1959
- Hala 16, klemlampje, 1950-1959
- Hala zonneserie 20, tafellamp op voet, 1967
- Hala 31, tafellamp op voet, 1967
- Hala 32, tafellamp met scharnier op voet, 1950-1959
- Hala 60, tafellamp op voet, 1950-1959
- Hala 96, tafellamp op voet, 1950-1959
- Hala 97, tafellamp op voet, 1950-1959
- Hala 98, tafellamp op voet, 1950-1959
- Hala 99, tafellamp op voet, 1950-1959
- Hala 112, bureaulamp met bevestigingsklem, 1940-1949[14]
- Hala 122, bakelieten bureaulamp met voet, 1940-
- Hala 144 bureaulamp met voet, 1932-1967
- Hala 145 bureaulamp met voet, 1932-1967
- Hala 146 bureaulamp met voet, 1932-1967
- Hala 147 bureaulamp met voet, 1932-1967
- Hala 166, bureaulamp met bevestigingsklem, 1940-1949
- Hala 751, tafellamp op voet, 1967
- Hala 754, tafellamp met scharnierstang op voet, 1967
- Hala 755, tafellamp op voet, 1967
- Hala 757, tafellamp op voet, 1967
- Hala 758, tafellamp op voet, 1967
- Hala 762, tafellampje (spot) op voet, 1967
- Hala D859, schaarlamp
- Architect T9, bureaulamp met voet, 1960-1969
- GCG-1372006, staande lamp met "ball in socket" voet

## Najaren en overlijden
In 1955 ging Busquet met pensioen, maar zijn bedrijf bleef actief en verhuisde in 2008 naar Amersfoort, ruim na het overlijden diens oprichter en opereerde onder de officiële naam Hala Nederlandsche Lampen Fabriek BV. Dit omdat inmiddels de naam van de ontwerper en diens originele lampen gevraagd modern antiek waren geworden en men hierop als designbedrijf wilde blijven doorliften. In 2013 werden echter alle bedrijfsactiviteiten beëindigd. Busquet was gescheiden, later hertrouwd, had alleen stiefkinderen en overleed in zijn woonplaats Zeist na een langdurige ziekte.
- Biografisch Portaal: 54593369
- RKD-Nederlands Instituut voor Kunstgeschiedenis: 423655